# جاناتان آسوس
جاناتان آسوس (انگلیسی: Jonathan Assous؛ زادهٔ ۲ سپتامبر ۱۹۸۳) بازیکن فوتبال سابق اهل فرانسه است که در پست هافبک بازی می‌کرد.
از باشگاه‌هایی که در آن بازی کرده‌است می‌توان به باشگاه فوتبال هاپوئل پتخ تیکوا، باشگاه فوتبال نانسی، باشگاه فوتبال آنژه، باشگاه فوتبال هاپوئل اشکلون، باشگاه فوتبال کن، باشگاه فوتبال مکابی تل آویو، باشگاه فوتبال استاد رنس، و باشگاه فوتبال نیم المپیک اشاره کرد.